# James Elphinston
Pour les articles homonymes, voir Elphinston.
James Elphinston est  grammairien écossais, né à Édimbourg le 6 décembre 1721, mort le 8 octobre 1809. 

## Biographie
Il fut d’abord instituteur de lord Blantyre, et ouvrit, en 1751, une école à Kensington. Partisan passionné d’une modification radicale dans l’orthographe de la langue anglaise, consistant à la rendre entièrement conforme à la prononciation, il publia, pour propager ses idées, divers ouvrages qui attirèrent sur sa tête une avalanche de quolibets. Une traduction de Martial, qu’il publia en 1782 (1 vol. in-4º), ne fut pas mieux accueillie. 
Ses ouvrages principaux sont les suivants : Langues anglaise et française (1756, 2 vol. in-12) ; Éducation, poëme (1763) ; Langue anglaise (1765, 2 vol. in-12) ; Poetæ sententiosi latini (1794) ; enfin, un ouvrage des plus curieux, dans lequel il fait l’application de l’orthographe préconisée par lui, et qui a pour, titre : Correspondance de cinquante années en anglais, en français et en latin, en prose et en vers, entre des génies des deux sexes et James Elphinston (1794, 8 vol. in-12). Voici l’orthographe que, d’après ses principes, il avait adoptée pour ce titre bizarre : Fifty years correspondence, inglish, french and lattin, in proze and verse, between geniusses ou boath sexes and James Elphinston. 
L’auteur de cette réforme radicale avait un caractère plus doux et une imagination plus paisible que son projet de révolution grammaticale pourrait le faire supposer, et il ne s’emportait, dit-on, que dans trois circonstances : lorsqu’on jurait devant lui, lorsqu’on, prononçait mal l’anglais et lorsqu’une femme oubliait la retenue naturelle à son sexe.

## Source
- Grand dictionnaire universel du XIXe siècle